# SVCh (狙撃銃)
SVCh(露: Снайперская Винтовка Чукавина、チュカビナ狙撃銃の意)は、ロシア連邦のカラシニコフ・コンツェルンによりリリースされたセミオート狙撃銃である。
ドラグノフ狙撃銃の後継として開発され、2022年ロシアのウクライナ侵攻により実戦配備が開始された。

## 概要

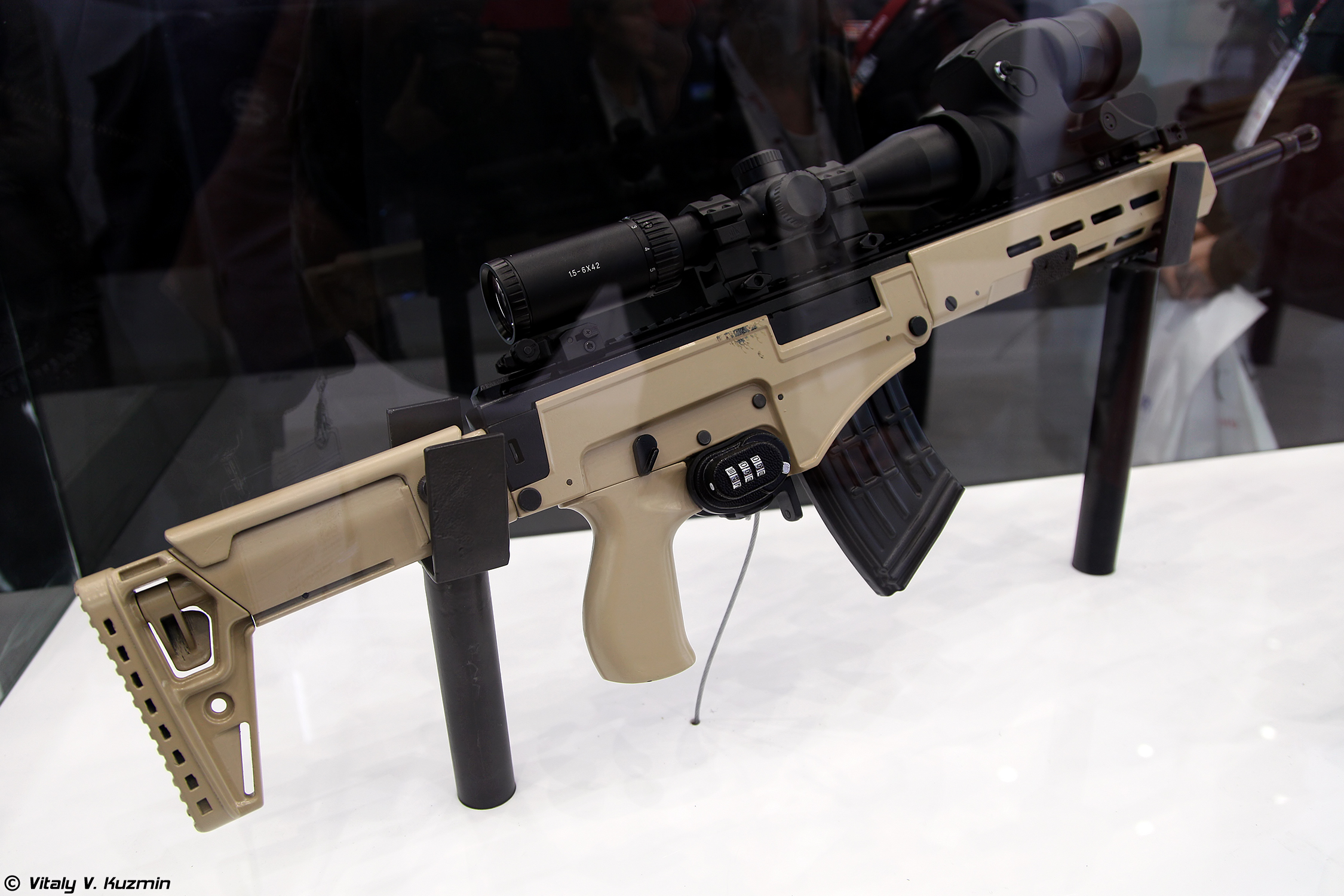
SVCh狙撃銃のプロトタイプ (2016年モデル)

AK-47の延長であったドラグノフと違い、レシーバーが反動を全て受ける金属製アッパー(上部)と、軽量なポリマー製ロアー(下部)に別れたAM-17/AMB-17アサルトライフルに準じる設計である。
また、レシーバー一体型のピカティニーレールと折りたたみ式かつチークパッドの高さを調節可能なストックが標準装備されている。
バレルは冷間鍛造のフリー・フローティングバレルで、近距離戦闘でも取り回しがいい16.1インチからリリースされている。しかし、このバレルはドラグノフより遠距離への射撃が可能である。
ロシア連邦軍に納入されたSVChは、ノヴォシビルスク機器製造工場が開発した1P97スコープを装着している。1P97スコープはHorus H59タイプのレティクルを採用し、3倍～15倍のズーム機能がある。

## バリエーション
SVCh-308
7.62x51mm NATO弾使用モデル。
SVCh-8.6
.338ラプア・マグナム使用モデル。
MR1
民間用モデル。